# المقرقش (فرع العدين)

تعديل مصدري - تعديل

المقرقش محلة تابعة لقرية الحوائل، التابعة لعزلة الوزيرة بمديرية فرع العدين إحدى مديريات محافظة إب في الجمهورية اليمنية، بلغ تعداد سكانها 155 حسب تعداد اليمن لعام 2004.